# Pro Oriente
Fundacja Pro Oriente (niem. Pro Oriente Stiftung) – instytut ekumeniczny rzymskokatolickiej archidiecezji Wiednia, działający jako fundacja prawa kanonicznego.
Fundację założył 4 listopada 1964 ówczesny arcybiskup Wiednia kardynał Franz Koenig. Celem Fundacji jest wspieranie badań naukowych nad cerkwią prawosławną i kościołami orientalnymi (przedchalcedońskimi), wydawanie publikacji im poświęconych oraz poprawa stosunków kościoła katolickiego z tymi kościołami w drodze dialogu ekumenicznego. Fundacja organizuje konferencje naukowe, programy wymiany akademickiej i funduje stypendia. Od 1975 wydaje serię wydawniczą Pro Oriente. Fundacja ma trzy oddziały poza Wiedniem – w Grazu, Salzburgu i w Linzu.
Działalność swoją Fundacja rozpoczęła już w 1965 pierwszym sympozjum ekumenicznym, w którym wzięli udział teologowie katoliccy i prawosławni. Następne sympozja odbywały się co roku do 1969. W 1970 i w 1974 odbyły się kolokwia katolicko-prawosławne, z których głośne stało się zwłaszcza to drugie, poświęcone Koinonii. Działania te pozwoliły na przygotowanie oficjalnego dialogu teologicznego między kościołem katolickim a cerkwią prawosławną, który rozpoczął się w 1980. W organizacji spotkań katolicko-prawosławnych Fundacja współpracowała z prawosławnym ośrodkiem teologicznym w Chambesy. Po 1989 Fundacja zajmowała się między innymi łagodzeniem sporów między cerkwiami prawosławnymi a odradzającymi się we wschodniej Europie kościołami unickimi.
Podobną rolę odegrała Fundacja w dialogu ekumenicznym z kościołami przedchalcedońskimi. W latach 1971–1988 były prowadzone nieoficjalne konsultacje z tymi kościołami. Potem w latach 1991-2004 nastąpiła seria oficjalnych sympozjów i seminariów teologicznych. Spotkania te zakończyły się w 2004, gdy patriarchowie kościołów przedchalcedońskich na spotkaniu w Kairze zadecydowali o rozpoczęciu oficjalnego dialogu teologicznego z kościołem katolickim. Fundacja wspiera ten dialog, umożliwiając towarzyszące mu nieoficjalne rozmowy i spotkania.
Wciąż są w toku prowadzone przez Fundację nieoficjalne konsultacje teologiczne z kościołem nestoriańskim. Spotkania teologów katolickich i nestoriańskich zaczęły się na gruncie nieoficjalnym w 1984. W ich wyniku w 1994 została ogłoszona wspólna deklaracja chrystologiczna papieża Jana Pawła II i patriarchy Mar Dinkhy IV. Następnie w latach 1994, 1996, 2000, 2002 i 2003 w Wiedniu, w 1997 w Chicago i w 2004 w Changanassery (Kerala, Indie) odbyły się kolejne, nadal nieoficjalne, lecz już bardziej zinstytucjonalizowane konsultacje teologiczne.
Fundacja o nazwie „Pro Oriente” od 1997 istnieje również w Bratysławie. Jest to zupełnie inna instytucja, czysto naukowa, zajmująca się wspieraniem rozwoju słowackiej orientalistyki.